# Giovanni Baratta

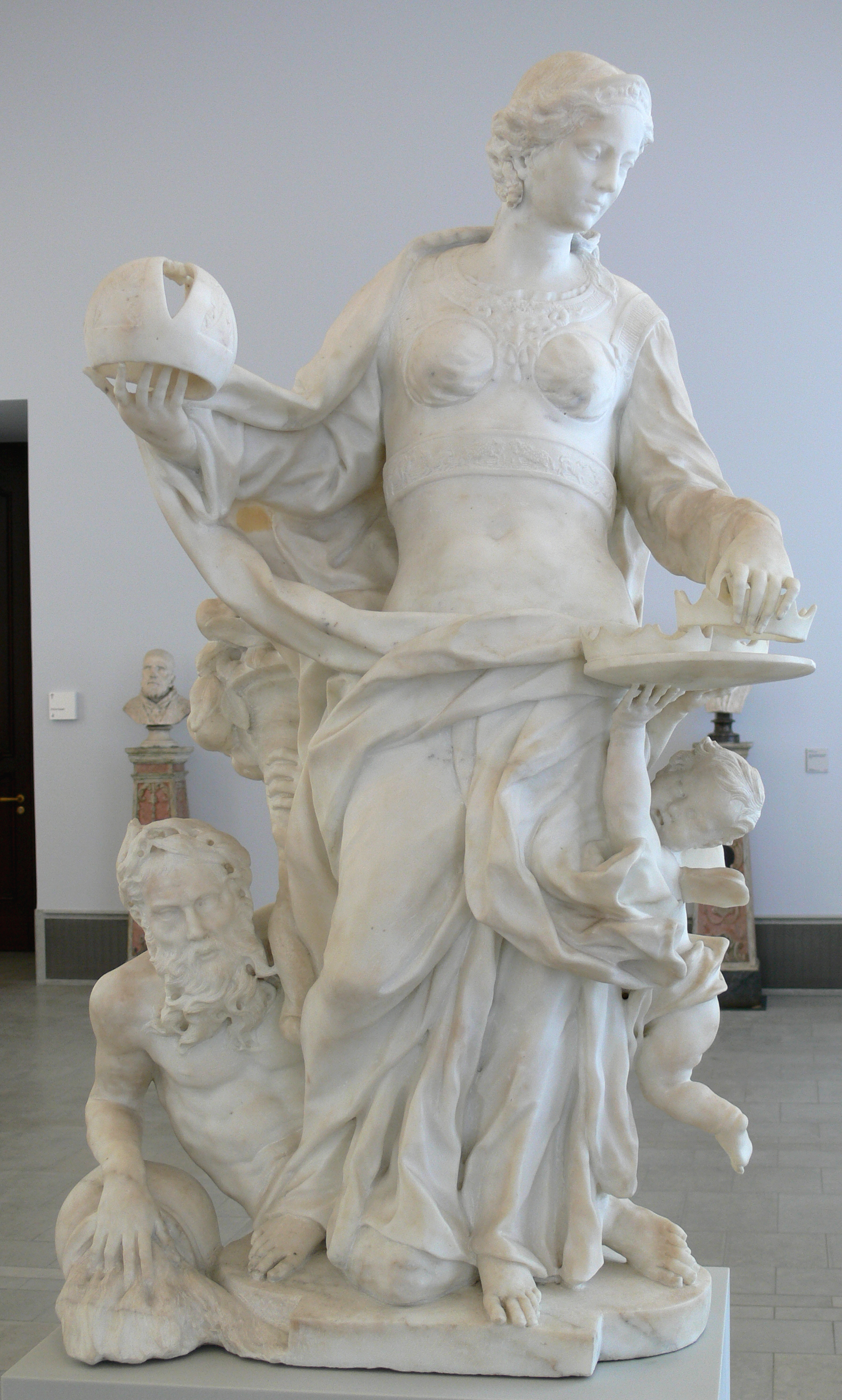
Giovanni Baratta: Alegorie Lombardie (Bode-Museum, Berlín)

Giovanni Baratta (3. května 1670, Carrara – 21. května 1747, Carrara) byl italský barokní sochař, aktivní ve Florencii a Livornu. Jeho učitelem byl Giovanni Battista Foggini. Vytvořil sochy pro kostel S. Ferdinando v Livornu: sv. Ludvíka Francouzského, sv. Jindřicha a alegorie křesťanských ctností. Byl synovcem Francisca Baratty staršího, který pracoval v dílně Berniniho v Římě. Giovanni měl dva bratry, také sochaře: Francesca Barattu mladšího a Pietra.